# Andrew Boyens
Pour les articles homonymes, voir Boyens.
Andrew Boyens, né le 18 septembre 1983 à Dunedin, est un footballeur international néo-zélandais jouant au poste de défenseur central.

## Biographie

### En sélection
Il est sélectionné pour la première fois en équipe de Nouvelle-Zélande de football en 2006 lors d'un match amical contre le FC Séville le 15 août 2006 défaite 5-1 des « kiwis », il joua son premier match officiel le 26 mai 2007 face au Pays de Galles.
Il dispute la Coupe des confédérations 2009 et fait partie du groupe des vingt-trois sélectionnés pour la Coupe du monde de football de 2010.